# Astro Boy (filme)
Astro Boy é um filme de animação por computação gráfica de 2009, do gênero ficção científica, baseado no mangá e anime homônimo de Osamu Tezuka.

## Sinopse
Metro City é uma cidade avançada que se situa no céu. Ela é o lar do Dr. Tenma, um brilhante cientista que usa seus dons para construir um robô que deverá substituir o filho que perdeu. Ele o programa com todas as qualidades positivas dos seres humanos. Astro Boy também é dotado de poderes muito além da capacidade humana. Quando ele não consegue satisfazer seu criador, é expulso da cidade e, descendo a terra, tenta compreender sua existência como um robô não humano.

## Elenco
- Freddie Highmore....... Toby Tenma / Astro Boy (voz)
- Kristen Bell.......Cora (voz)
- Donald Sutherland.......Presidente Stone / Pacificador (voz)
- Samuel L. Jackson.......Zog (voz)
- Charlize Theron.......'Nossa amiga' Narradora (voz)
- Bill Nighy.......Dr. Elefun (voz)
- Matt Lucas.......Sparx (voz)
- Elle Fanning.......Grace (voz)
- Alan Tudyk.......Sr. Squeegee (voz)
- Nicolas Cage.......Dr. Tenma (voz)

## Recepção
No consenso do agregador de críticas Rotten Tomatoes diz: "Enquanto ele não é muito original e parece ter uma agenda política que pode irritar alguns espectadores, Astro Boy possui emoções visuais suficientes para agradar o seu público-alvo." Na pontuação onde a equipe do site categoriza as opiniões da grande mídia e da mídia independente apenas como positivas ou negativas, o filme tem um índice de aprovação de 50% calculado com base em 139 comentários dos críticos. Por comparação, com as mesmas opiniões sendo calculadas usando uma média aritmética ponderada, a nota alcançada é 5,6/10.
Em outro agregador, o Metacritic, que calcula as notas das opiniões usando somente uma média aritmética ponderada de determinados veículos de comunicação em maior parte da grande mídia, tem uma pontuação de 53/100, alcançada com base em 22 avaliações da imprensa anexadas no site, com a indicação de "revisões mistas ou neutras".